# Karlos Santisteban
Karlos Santisteban Zimarro (n. 29 de febrero de 1960, Carranza, Vizcaya) es un escritor español en euskera y traductor.

## Carrera
Fue profesor de euskera, dentro de un plan del Consejo General Vasco y de la Asociación de Ikastolas de Álava, para euskaldunizar a los profesores, y posteriormente trabajó en varios euskaltegis. En 1983 trabajó como técnico de euskera en el Ayuntamiento de Arrigorriaga y desde 1984 como traductor en la Diputación Foral de Vizcaya.
Comenzó a escribir siendo muy joven y ha colaborado en periódicos como Anaitasuna, Zeruko Argia, Egin, Punto y Hora, Jakin, Zehatz, Olerti, Aizu!, Habe o Egunkaria. En 1983 escribió su primer libro, Hitzak, un libro de poesía.
Además de abordar diversos géneros literarios, sobre todo la literatura infantil y juvenil, ha traducido al euskera numerosas obras. Algunos de sus libros han sido traducidos a diferentes idiomas.

## Premios y reconocimientos
- 1989, Premio de Poesía Ciudad de Bilbao, por Taupaka barrenetik.
- 1990, Premio de Poesía Ciudad de Bilbao, por Olerki durundioak.
- 1990, Premio de Poesía Ciudad de Basauri, por Conpendium.
- 1991, Concurso de Cuentos Infantiles Juan Gorostiaga, por Agur Benur, Piparen oroitzapenak, accésit.
- 1996, Imagínate Euskadi, por Izaeta zantzuetan, 2º puesto.
- 1997, Imagínate Euskadi, por Begiradaren lilura, 2º puesto.
- 1997, Premio de Poesía Ciudad de Irún, por Arima basaltoan.
- 2009, Premio de Poesía Ernestina de Champourcin, por Hitzak eta ad-hitzak.[5]
- 2011, Premio Blas de Otero de poesía en euskera, por Oroimenaren lorratzak.[6]

## Obras

### Narración
- Izan bainintzen soldadu (1983, Haranburu)
- Denboraren zimikoak (1987, Haranburu)
- Uda baten amodio zoroa (1985, Haranburu)

### Novela
- Egun batez (1983, Haranburu)
- Izuaren tunela (1986, Haranburu)
- Terrorista (1986, Haranburu)
- Argazkiei begira (2001, Ibaizabal)

### Poesía
- Hitzak (1983, Haranburu)
- Amodioz eta gorrotoz (1985, Haranburu)
- Bizi aparra (1987, Haranburu)
- Taupaka barrenetik (1991, Sendoa)
- Olerki durundioak (1992, Sendoa)
- Arima basaltoan (1998, Fundación Kutxa)
- Izatea zantzuetan (1997, Central Hispano)
- Hitzak eta ad-hitzak (2010, Diputación Foral de Álava)
- Oroimenaren lorratzak (2012, Alberdania)

### Literatura infantil y juvenil
- Kometa bidaizalea (1991, Bruño)
- Anika y su tiza mágica (Anika eta bere klera magikoa, 1991, Gero) (Mensajero, 1991)

- La rebelión de los juguetes (Jostailuen altxamendua, 1991, Elkar) (La Galera, 1991)

- Enekoxki, Hasieder eta Ibabe (1992, Elkar)
- ¡Abracadabra, cuidado con mi cabra! (Eneko okerrekoren akerra, 1994, Giltza) (Edebé, 1994)
- Ilargiaren eztula (1995, Bruño)
- Kutuna tuntuna (1995, Elkar)
- Ostadarraren zazpi ateak (1998, Ibaizabal)
- Kolorezko ihesa (1999, Gero)
- Dorre dardaratsua (2000, Ibaizabal)
- Zirku izugarria (2001, Ibaizabal)
- Erotrena (2001, Aizkorri)
- Ezin da makilaz hitz egin? (2001, Aizkorri)
- Hura abentura (2002, Desclee de Brouwer)
- El hámster y el gángster (Hamsterra eta gangsterra, 1994, Giltza) (Edebé, 2003)
- Basapiztia bat sopan (2003, Aizkorri)
- Letra biziak (2004, Ibaizabal)
- La fresa blanca (Marrubi zuria, 2005, Gero) (Gero-Mensajero, 2005)
- Irudimena hegan (2005, Aizkorri)
- Txeru, nire txakurra (2005, Desclée De Brouwer)
- Tximeletak hegan (2005, Desclée De Brouwer)
- El gato-pájaro (Txori katua, 2006, Gero) (Gero-Mensajero, 2006)
- Udalekua, hura lekua! (2006, Desclée De Brouwer)
- Sorbaruk ez du harririk nahi (2006, Desclée De Brouwer)
- Jostailu zahar, jostailu berri (2007, Desclée De Brouwer)
- Tres águilas en el aire (Hiru arrano fla-fla-fla, 2008, Mensajero) (Mensajero, 2008)
- Txoriak eta habiak (2009, Ibaizabal)
- Ilargi malutak (2009, Ibaizabal)
- Aitaren bihotza (2009, Desclée De Brouwer)
- Belar-olatuetan (2009, Erein)
- A, ze parea! (2010, Desclée De Brouwer)
- Letras de espuma (Aparrezko hitzak, 2010, Mensajero) (Gero-Mensajero, 2010)
- Erdia falta da (2011, Beta)
- Boga, txakur hegalaria (2011, Desclée De Brouwer)
- Karramarro bat buruan (2012, Alberdania)
- Txokolatezko arrainak (2016, Ibaizabal)

### Poesía infantil-juvenil
- Tximeletak dantzan (2005, Desclée de Brouwer)

### Diccionarios
- Onomatopeia eta adierazpen hotsen hiztegia (2007, Gero, Mensajero)